# Hemiphyllodactylus larutensis
Hemiphyllodactylus larutensis är en ödleart som beskrevs av  George Albert Boulenger 1900. Hemiphyllodactylus larutensis ingår i släktet Hemiphyllodactylus och familjen geckoödlor. Inga underarter finns listade i Catalogue of Life.